# Synagoge Lichtenfels (Oberfranken)

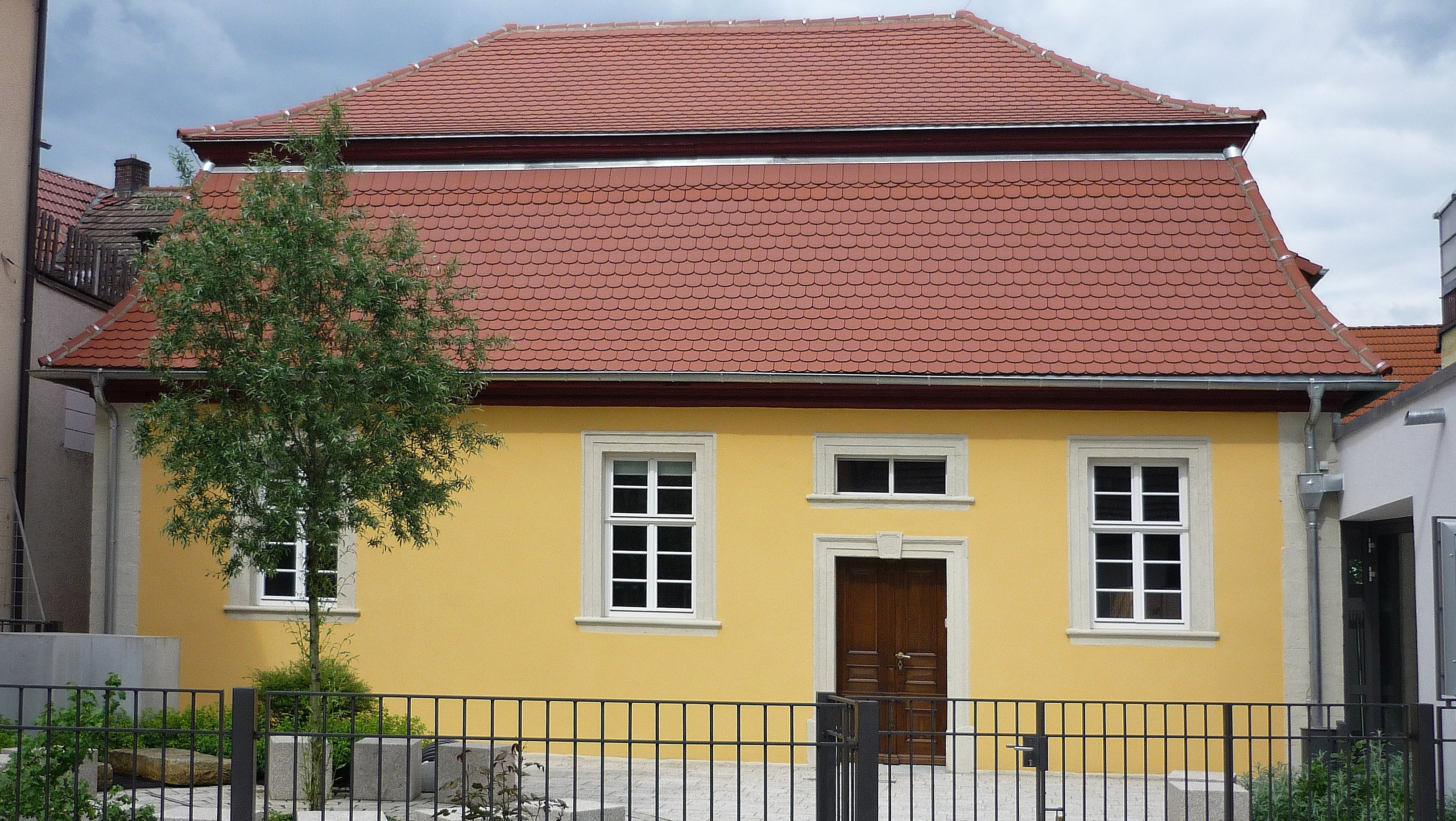
Synagoge in Lichtenfels

Die Synagoge in Lichtenfels, der Kreisstadt des Landkreises Lichtenfels im bayerischen Regierungsbezirk Oberfranken, wurde 1797 errichtet. Die profanierte Synagoge in der Judengasse 12 ist ein geschütztes Baudenkmal.

## Geschichte
Im Jahr 1757 erhielt die jüdische Gemeinde Lichtenfels die Erlaubnis, eine Synagoge zu bauen, die nicht an einer öffentlichen Straße liegen durfte. Die Stadt stellte für den Bau ein Grundstück zur Verfügung. Der eingeschossige verputzte Bau mit Mansarddach wurde 1867 renoviert.
Beim Novemberpogrom 1938 drangen SA-Männer in die Synagoge ein und zerstörten die Inneneinrichtung und die Ritualien. Das Gebäude kam im Dezember 1938 in den Besitz der Stadt und wurde als Alteisenlager und an Markttagen als Schweinestall zweckentfremdet. Nach 1945 kam das Gebäude in Privatbesitz, wurde zunächst als Gebetsraum einer Freikirche und später wieder als Lager verwendet.
Im Juni 2010 beschloss der Gemeinderat die Sanierung der ehemaligen Synagoge. Die Restaurierung wurde im Oktober 2011 abgeschlossen und seitdem dient die ehemalige Synagoge als Kultur- und Begegnungsstätte.